# 比克费尔德附近哈斯劳
比克费尔德附近哈斯劳是奥地利施蒂利亚州魏茨县的一个市镇。总面积14.01平方公里，总人口477人，人口密度34.0人/平方公里（2005年）。